# فلاي دبي
فلاي دبي أو طيران دبي هي شركة طيران وطنية إماراتية، تعمل بنظام الطيران منخفض التكلفة، أنشأتها حكومة دبي في 19 مارس 2008، يقع مقرها الرئيسي في إمارة دبي، وتتخذ من مبنى رقم 2 في مطار دبي الدولي مركزاً لعملياتها، تقدم فلاي دبي خدماتها إلى 12 وجهة، وأقلعت أول رحلة تجارية للشركة إلى بيروت في الأول من يونيو 2009، وافتتحت ثاني وجهة لها إلى العاصمة الأردنية عمان في 2 يونيو 2009، وتنطلق الشركة الجديدة بفضل مساعدة شركة طيران الإمارات والتي يتولى رئاسة مجلس إدارتها الشيخ أحمد بن سعيد آل مكتوم، لكنها لن تكون جزءاً من شركة طيران الإمارات، وبهذا تكون فلاي دبي ثاني شركة طيران اقتصادي (منخفض التكاليف) يتم إنشائها في دولة الإمارات بعد شركة العربية للطيران والتي يقع مقرها الرئيسي في إماراة الشارقة. وفي 14 يوليو 2008 وقعت الشركة اتفاقية مع بوينغ لشراء 54 طائرة من طراز بوينغ 737-800.وخلال العام 2023 نقلت فلاي دبي 13.8 مليون مسافر وحققت أرباحاً بقيمة 2.1 مليار درهم إماراتي (572 مليون دولار).

## الإدارة
غيث الغيث هو الرئيس التنفيذي لشركة فلاي دبي 

## الوجهات

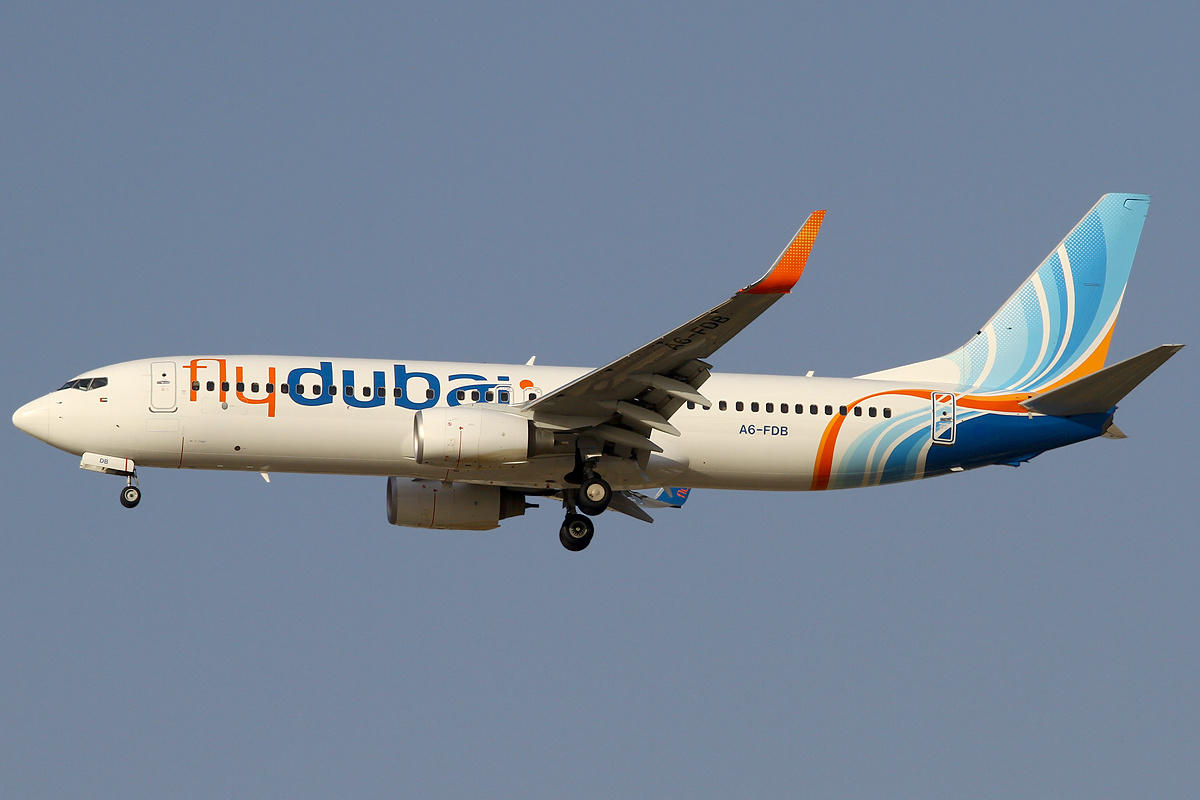
طائرة بوينغ 737-800 تتبع فلاي دبي تهبط في دبي

### أفريقيا
- الصومال:
- مدينة هرجيسا (مطار عقال الدولي)
- مصر:
  - الإسكندرية (مطار برج العرب الدولي).
- جيبوتي:
  - مدينة جيبوتي (مطار جيبوتي أمبولي الدولي).
- السودان:
  - الخرطوم (مطار الخرطوم الدولي).
  - بورتسودان (مطار بورتسودان الدولي الجديد).
- جنوب السودان:
  - جوبا مطار جوبا الدولي.

### آسيا
- الإمارات العربية المتحدة:
  - دبي (مطار دبي الدولي) [مركز العمليات].
- السعودية:
  - المدينة المنورة (مطار الأمير محمد بن عبد العزيز الدولي)
  - الرياض (مطار الملك خالد الدولي).
  - القصيم (مطار الأمير نايف بن عبد العزيز الدولي).
  - جدة (مطار الملك عبدالعزيز الدولي).
  - الطائف (مطار الطائف الدولي).
  - أبها (مطار أبها الإقليمي).
  - ينبع (مطار الأمير عبد المحسن بن عبد العزيز).
  - حائل (مطار حائل الإقليمي).
  - تبوك (مطار تبوك الإقليمي).
  - الدمام (مطار الملك فهد الدولي).
  - الهفوف (مطار الأحساء الإقليمي).
  - نجران ( مطار نجران الإقليمي).
  - جازان (مطار الملك عبد الله الإقليمي).
- الكويت:
  - الكويت (مطار الكويت الدولي).
- البحرين:
  - المحرق (مطار البحرين الدولي).
- قطر:
  - الدوحة (مطار الدوحة الدولي).
- سلطنة عمان:
  - مسقط (مطار مسقط الدولي).
  - صلالة (مطار صلالة الدولي).
- لبنان:
  - بيروت (مطار بيروت رفيق الحريري الدولي).
- الأردن:
  - عمان (مطار الملكة علياء الدولي).
- العراق:
  - بغداد (مطار بغداد الدولي).
  - البصرة (مطار البصرة الدولي).
  - النجف (مطار النجف الدولي).
  - السليمانية (مطار السليمانية الدولي).
  - أربيل (مطار أربيل الدولي).
- نيبال:
  - كاتماندو (مطار تريبهوفان الدولي).
- أذربيجان
  - باكو (مطار حيدر علييف الدولي).
- تركيا:
  - إسطنبول (مطار صبيحة كوكجن الدولي)
- روسيا:
  - أوفا (مطار أوفا الدولي)
  - قازان (مطار قازان الدولي)
  - سمارا (مطار سمارا الدولي)
  - فولغوغراد (مطار فولجوجراد الدولي)
  - روستوف اون دون (مطار روستوف اون دون الدولي)
  - مينيرالني فودي (مطار مينيرالني فودي الدولي)
  - كرازنودار (مطار كرازنودار الدولي)
- جزر المالديف:
  - ماليه (مطار إبراهيم ناصر الدولي)
- سريلانكا
  - كولمبو (مطار باندارانايكا الدولي)
  - متالا (مطار أوديسا الدولي)
- الهند:
  - حيدر أباد (مطار راجيف غاندي الدولي)
  - أحمد أباد (مطار سردار فالابهبهاي باتيل الدولي)
  - لكناو (مطار تشودري تشاران سينغ الدولي)
- بنغلاديش:
  - دكا (مطار حضرة شاه جلال الدولي)
  - شيتاغونغ (مطار شيتاغونغ الدولي)
- باكستان:
  - كراتشي (مطار جناح الدولي)
  - سيالكوت (مطار سيالكوت الدولي)
  - ملتان (مطار ملتان الدولي)
- أفغانستان:
  - كابل (مطار كابل الدولي)
- طاجيكستان:
  - دوشانبه (مطار دوشنبه الدولي)
- قيرغيزستان:
  - بيشكيك (مطار بيشكيك الدولي)
- تركمانستان:
  - عشق أباد (مطار سابارمورات توركمنباشي الدولي)
- جورجيا:
  - تبيليسي (مطار تبيليسي الدولي)
- أرمينيا:
  - يريفان (مطار زفارتنوتس الدولي)

### أوروبا
- أوكرانيا
  - كييف (مطار بوريسبيل الدولي)
  - خاركيف (مطار خاركيف الدولي)
  - دونيتسك (مطار مطار دونيتسك الدولي)
  - أوديسا (مطار أوديسا الدولي)
- جمهورية مولدفا - كيشيناو (مطار كيشينا الدولي)
- رومانيا - بوخارست (مطار هنري كواندا أوتوبيني الدولي)
- مقدونيا - سكوبيي (مطار سكوبيي الدولي)
- صربيا - بلغراد (مطار نيكولا تيسلا الدولي)
- البوسنة والهرسك - سراييفو (مطار سراييفو الدولي)
- إسرائيل )مطار بن غوريون الدولي (

## الأسطول
| نوع الطائرة      | المجموع | عدد الركاب (الدرجة الاقتصادية) | عدد الركاب (درجة رجال الأعمال) |
| ---------------- | ------- | ------------------------------ | ------------------------------ |
| بوينغ 737-800    | 30      | 162                            | 12                             |
| بوينغ 737 ماكس 8 | 43      | 162                            | 10                             |
| بوينغ 737 ماكس 9 | 3       | 156                            | 16                             |
| المجموع          | 76      |                                |                                |

*
- آخر تحديث تم بتاريخ 20 مايو 2023

## الحوادث
- في يوم السبت الموافق التاسع عشر من شهر أذار مارس لعام 2016 تحطمت طائرة فلاي دبي من طراز (بوينغ 737-800) الرحلة FZ981 والتي كانت متجهة من الإمارات العربية المتحدة إلى روسيا على مدرج 22 في مطار روستوف اون دون بجنوب روسيا. تحطمت الطائرة أثناء المحاولة الثانية للهبوط وقبل 200 متر من المدرج بعد أن قام الطيار بالدوران والانتظار في الجو لمدة ساعتين قبل الهبوط الثاني. الحالة الجوية وقت الحادث كانت سيئة، تساقط ثلوج وأمطار مصاحبة برياح شديدة السرعة. وقد نتج عن الحادث مقتل جميع ركابها البالغ عددهم 55 راكباً وأعضاء الطاقم المكون من 7 موظفين. يعتبر هذا أول حادث طيران لشركة فلاي دبي خصوصًا ولشركات الطيران التابعة دولة الإمارات العربية المتحدة بشكل عام. يوم الحادث يوافق يوم تأسيس شركة فلاي دبي ومرور أيام فقط على انتسابها لمنظمة إياتا.